# Tomentellopsis pallidoaurantiaca
Tomentellopsis pallidoaurantiaca är en svampart som först beskrevs av Gilb. & Budington, och fick sitt nu gällande namn av K.H. Larss. ex Ginns & M.N.L. Lefebvre 1993. Tomentellopsis pallidoaurantiaca ingår i släktet Tomentellopsis och familjen Thelephoraceae.   Inga underarter finns listade i Catalogue of Life.